# کیم شوکوریان
کیم هایکی شوکوریان (ارمنی: Կիմ Հայկի Շուքուրյան؛  زادهٔ ۲۶ ژوئیهٔ ۱۹۲۴- درگذشته ۱ مارس ۲۰۰۰) پزشک و جراح اهل ارمنستان بود.

## زندگی‌نامه
وی در ۲۶ ژوئیهٔ ۱۹۲۴ در نور بایزید به دنیا آمد و از دانشگاه پزشکی دولتی ایروان فارغ‌التحصیل گشت. همچنین برندهٔ جوایزی همچون مدال مخیتار هراتسی (۱۹۹۹)، دانشمند شایسته جمهوری ارمنستان (۱۹۹۰) و نشان پرچم سرخ کار شده است. وی در ۱ مارس ۲۰۰۰ در سن ۷۵ سالگی در ایروان درگذشت.

## یادداشت
1. ↑  ՀԽՍՀ Գերագույն խորհրդի պատգամավոր
2. ↑  բժշկական գիտությունների դոկտոր